# Мајк Шинода
Мајкл Кенџи Шинода (енгл. Michael Kenji Shinoda; Агора Хилс, 11. фебруар 1977) је амерички музичар, продуцент и уметник. Један је од оснивача бенда Линкин Парк 1996. године у којем обавља послове ритмичког гитаристе, текстописца, клавијатуристе и певача. Шинода је 2003. покренуо један хип хоп пројекат Форт Минор ( енгл. Fort minor). Постављен је за продуцента песмама и албума Лупе Фијаско, Styles of Beyond и The X-Ecutioners.
Мајк је такође и један од оснивача Machine Shop Records. Изван поља музике Шинода је уметник и графички дизајнер. Насликао је неколико цртежа који су били изложени у Јапанско-Америчком Националном Музеју.

## Каријера

### Почеци
Шинода је рођен и одрастао у предграђу Лос Анђелеса, Агора Хилсу. Његов отац је Јапанац, потомак Кумаичироа Шиноде, а мајка Рускиња. Има млађег брата Џејсона. Одгајан је као либерални протестант. Шиноду је мајка охрабрила да похађа часове клавира када је имао само шест година. Од своје тринаесте изразио је жељу да пређе на свирање џеза, блуза и хип хопа. Касније је додао гитару и реповање свом репертоару док је ишао у средњу школу.
Похађао је Агора средњу школу са Бредом Делсоном и Робом Бордоном, такође члановима бенда Линкин парк. Њих тројица су формирали бенд Xero и почели озбиљније да се труде да успеју у музичкој каријери. После средње школе Шинода је отпутовао у Пасаду да студира графички дизајн и илустрацију на Art Center College of Design. Ту је упознао следећег члана групе Џоа Хана. На факултету је Доживео кризу идентитета. Неколико година касније, у интервјуу изјављује да мисли да је вероватно на колеџу схватио да постоји разлика између Јапанац и полу Јапанац- полу Американац и да је то важно схватати, да то није исто, а онда да је одједном уз Линкин парк посетио Јапан. Мисли да је до тада посетио Јапан четири пута и дословно описује како се осећа када крочи на јапанско тло: да по изласку из авиона све мирише на кућу његове тетке. Каже да се не сећа је ли ико други приметио, али је корачајући изашао из авиона вођен мишљу да му је све то јако блиско, а чак још ништа није ни видео. После тога идући у Токио, Осаку, Кјото и Нагоју у покретима људи видео је своје сопствене, чак и начин на који узимају парче папира. Било је и ствари очигледнијих од узимања нечије пословне картице обема рукама. Када би видео познате покрете одмах би помислио „О да, мој теча увек то ради”. Раније је сматрао да има мало ствари које потичу из јапанске културе а постоје у Јапанско-Америчкој али га је боравак у Јапану натерао да промени мишљење.
Шинода је дипломирао 1998. године и добио је понуду за посао графичког дизајнера.

### Линкин парк
Шинода је основао бенд са Робом Бордоном и Бредом Делсоном 1996. године. Убрзо су им се прикључили ди-џеј Џо Хан, басиста Дејв Фарел и певач Марк Вејкфејл. Првобитни назив бенда је био Xero, а музички студио је била Шинодина соба. Када је бенд имао проблема јер нису могли да склопе никакав уговор, Марк и Дејв су га напустили да би нашли нове музичке интересе. Бенд је затим регрутовао Честера Бенингтона и успешно склопио уговор са музичком кућом Warner Bros Records. Њихов први албум Hybrid Theory омогућио им је међународни успех и славу.
Шинода је помно укључен у техничке аспекте снимања бенда. Он је, заједно са Бредом Делсоном, режирао и компоновао цео Hybrid Theory EP албум, и сличан посао одрадио за Hybrid Theory. Својим радом допринео је компоновању музике и писању текста за песме. Честер у бенду има првенствено улогу главног певача, али привремено ту улогу дели са Шинодом. Честер има већи дијапазон и емоционални стил певања, док је за Шиноду карактеристичан баритон и хип хоп стил. Шинода је организовао и надгледао први ремикс албум бенда Reanimation 2002. године, доприносећи његове личне ремиксе песама Crawling и Pushing Me Away. Мајк је сарађивао са дизајнером графике Френком Медокс и Џоом Ханом на припреми овог ремикс албума. За албум Meteora неопходна је била сарадња са The Flem, Delta, James R. Minchin III, Ником Спенсоном и Џоом Хеном. Шинодино прво искуство режисера је било са Ханом и Доном Гилмором. Најпознатија личност са којом су сарађивали је Џеј-Зи и то на заједничком албуму Collision Course 2004. године. Шинодина укљученост у креирању албума наставила је да расте. Он је режирао и саставио албум који је освојио Греми награду за „најбољу реп/сарадњу у песми” 2006. године.
Бенд је издао свој следећи албум Minutes to Midnight 14. маја 2007. године. За овај албум Шинода дели заслуге са Рикијем Рубеном. На овом албума Шинода је први пут певао за разлику од очекиваног реповања. Песме у којима је певао су In Between и No Roads Left, а у којима је реповао и певао Bleed It Out и Hands Held High. Упркос томе што ретко пева Шинода је заузео 72. место на листи топ 100 метал певача икад магазина Hit Parader. Шинода и Рабин поново су поделили заслуге за режију четвртог Линкин парк албума A Thousand Suns који је издат 14. септембра 2010. године. У овом албуму Мајк више пева него што репује. Он репује у три песме When They Come for Me, Wretches and Kings и Waiting for the End док пева у бројним песама (одређене стихове) као што су Blackout, Burning in the Skies, Iridescent, Robot Boy и The Catalyst. У последње две наведене песме и песми Jornada del Muerto Шинода и Честер певају истовремено, док у певању Iridescent учествују сви чланови бенда. Бенд је издао свој пети албум Living Things 26. јуна 2012. године. Овај албум је рађен по угледу на прва два, дакле у реп стилу. На овом албуму има песама на које је утицао рад Боба Дилана. Сву музику на албуму Шинода описује као „погодна музика за остареле реп-рокере којима је удобно у кожи, али неугодно у срцу ”. Recharged је албум који садржи ремиксе песама албума Living Things, а издат је 29. октобра 2013. године. Шинода је користио своје искуство стечено при раду са Авићијем на хиту Wake Me Up, и Стивијем Аокијем стечено при раду на A Light That Never Comesда би одрадио те ремиксе за албум.
Шинода и Делсон су 2014. године радили на шестом албуму The Hunting Party који је изашао 17. јуна исте године. Ово је први албум на коме су радили Пејџ Хамилтон, Раким, Дерон Малакијан из System of a Down и Том Морело из Rage Against the Machine. Песма Guilty All the Same прва је песма на албуму и прва неремиксована песма Линкин парка у којој репује гостујући музичар уместо Шиноде.

### 
Шинода је основао овај пројекат чије име објашњава у једном интервјуу. Тврди да „тврђава” (енгл. fort) представља агресивнију страну музике док друга реч назива може да има неколико значења, али ако се прича о музици онда је то кључ за таму. Такође каже да је није желео да назове албум по себи јер жели да људи обраћају пажњу на музику, а не на њега.

### Уметност и сликање
Шинода је умешао руке у већи део аспеката сликовитог излагања Линкин парка, укључујући илустрацију албума, робе бенда, веб дизајна и уређивање изгледа бине. Он је дизајнирао насловницу за први албум  и први албум  оба издата 1999. године. У 2003. години радио је на преради боје и материјала ципела (DC Shoes), и додатно дизајнирајући свако паковање и штампање рекламе. Следеће године прилагодио је дизајн лутке Munny за хуманитарну аукцију. Поново је сарађивао са DC Shoes 2008. године.
Шестог новембра 2014. године, Шинода и Хан су насликали једну илустрацију на Берлинском зиду.

## Остали подухвати

### Добротворне сврхе
је хуманитарна организација посвећена пружању помоћи преживелима природних катастрофа и заштити од таквих катастрофа кроз еколошке програме. Од свог почетка 2005. године, ова организација је зарадила преко 6 милиона долара за жртве следећих непогода:
- Цунами у Индијском океану 2004.
- Ураган Катрина и Рита
- Пожар у Калифорнији у октобру 2007.
- Циклон Сидр у Бангладешу
- Земљотрес на Хаитију 2010.
- Земљотрес у Тохоку 2011.
- Ураган Сенди
- Тајфун Хаијан

## Приватни живот
Шинода три генерације уназад потиче од Јапананца и Американке. Његови отац и тетка су били присиљени да живе у јапанско-америчком логору за време Другог светског рата.
Оженио се 2003. године, Аном Шинода (девојачко презиме Хелинџер), која је по занимању писац. Заједно имају двоје деце. Шинода је изразио интересовање и за политику. У септембру 2012. године почео је да пише чланак за The Big Issue.

## Филмографија
| Година | Филм | Редитељ                    | Белешке                |
| ------ | ---- | -------------------------- | ---------------------- |
| 2001   |      | Џо Хан                     | Надимак Спајк Минода   |
| 2003   |      | Марк Фиоре                 | –                      |
| 2005   |      | Марк Роменек, Ленс Бангс   | Заслуге за Линкин парк |
| 2006   |      | Дејвис Гугенхајм           | –                      |
| 2007   |      | Марк Фиоре                 | –                      |
| 2010   |      |                            | –                      |
| 2011   |      | Милтон Лејџ                | –                      |
| 2011   |      | Лоренс Џордан              | -                      |
| 2012   |      | Џо Хан, Кристијан Бјондани | –                      |
| 2014   |      | Џејкоб Розенберг           | –                      |